# Mokobody
Mokobody è un comune rurale polacco del distretto di Siedlce, nel voivodato della Masovia.
Ricopre una superficie di 119,17 km² e nel 2004 contava 5 343 abitanti.